# Walenty Fojkis
Włodzimierz Walenty Fojkis (ur. 13 lutego 1895 w Katowicach, zm. 26 października 1950 w Edynburgu) – polski działacz narodowy na Górnym Śląsku, poseł na Sejm Śląski I kadencji w II RP.

## Życiorys
Urodził się w Wełnowcu. Przed I wojną światową był członkiem Towarzystwa Gimnastycznego „Sokół”. Podczas I wojny został wcielony do armii niemieckiej i został ranny pod Lens. Po skierowaniu na leczenie do Wielunia nawiązał kontakt z POW. Od 13 czerwca do 27 września 1919 był uczniem 14. klasy Szkoły Podchorążych w Warszawie. Po ukończeniu nauki został przydzielony do 17. pułku piechoty. Od lutego 1920 roku przebywał na urlopie na Górnym Śląsku w celu wzięcia udziału w akcji plebiscytowej. Otrzymał funkcję dowódcy V (bytomsko-tarnogórskiego) okręgu POWGŚl (Polska Organizacja Wojskowa Górnego Śląska), a po reorganizacji w czerwcu 1920 dowódcy VII (pszczyńsko-katowickiego) okręgu POWGŚl.
Był pierwszym, który ruszył ze swoim oddziałem do II powstania śląskiego. Od grudnia 1920 do kwietnia 1921 był komendantem POW Górnego Śląska w powiecie katowickim.
W III powstaniu śląskim był dowódcą 1. pułku katowickiego. Nosił wtedy pseudonim „Stawski”.
8 stycznia 1924 został zatwierdzony w stopniu porucznika ze starszeństwem z 1. czerwca 1919 i 3835. lokatą w korpusie oficerów rezerwy piechoty. Posiadał wówczas przydział w rezerwie do 72 .Pułk Piechoty w Radomiu.
W okresie międzywojennym był naczelnikiem gminy Michałkowice. Był członkiem Chrześcijańskiej Demokracji i posłem do Sejmu RP i Sejmu Śląskiego. Działał też w Związku Powstańców Śląskich. 
W 1934, będąc  oficerem rezerwy, figurował w ewidencji Powiatowej Komendy Uzupełnień Katowice. Posiadał przydział w rezerwie do 12. Pułku Piechoty w Wadowicach.
Organizował Ochotnicze Oddziały Powstańcze. Po kampanii 1939 roku pełnił służbę w Polskich Siłach Zbrojnych na Zachodzie. 29 czerwca 1950 otrzymał brytyjskie obywatelstwo. Zmarł w Edynburgu w Wielkiej Brytanii w 1950 roku.

## Ordery i odznaczenia
- Krzyż Srebrny Orderu Wojennego Virtuti Militari
- Krzyż Niepodległości z Mieczami (15 czerwca 1932)[8]
- Srebrny Krzyż Zasługi (17 marca 1934)[9]

## Upamiętnienie
Jego imię nosi plac na rodzinnym Wełnowcu, ulica w Katowicach–Murckach, w Rudzie Śląskiej i w innych miastach. Jego postać została uwidoczniona (pośród innych) na muralu w Siemianowicach Ślaskich.